# 11 Batalion Strzelców (APW)
11 Batalionu Strzelców (11 bs) – pododdział piechoty Armii Polskiej na Wschodzie.
Batalion został sformowany 25 października 1942 roku, w obozie Khánaqín, w Iraku, w składzie 3 Brygady Strzelców. Jednostka została zorganizowana na bazie 14 Pułku Piechoty „Żbików”. W marcu 1943 roku 11 bs został włączony w struktury 14 Batalionu „Żbików”. Dowództwo 12 batalionu strzelców sprawował ppłk dypl. Władysław Niewiarowski, pełnił zarazem obowiązki zastępcy dowódcy brygady.

## Organizacja 11 bs
- dowództwo
- dowódca - ppłk dypl. Władysław Niewiarowski
- kompania dowodzenia
- 1 kompania strzelców
- 2 kompania strzelców
- 3 kompania strzelców
- 4 kompania strzelców